# Comuna Holovenka
Holovenka (în ucraineană Головенківська сільська рада) este o comună în raionul Jîtomîr, regiunea Jîtomîr, Ucraina, formată din satele Holovenka (reședința) și Zaliznea.

## Demografie
Componența lingvistică a comunei Holovenka
     Ucraineană (93,93%)
     Rusă (5,56%)
     Alte limbi (0,39%)
Conform recensământului din 2001, majoritatea populației comunei Holovenka era vorbitoare de ucraineană (93,93%), existând în minoritate și vorbitori de rusă (5,56%).